# Lễ hội Nam Trì
Lễ hội Nam Trì là lễ hội tế Thần có từ thế kỷ thứ 2 trước Công nguyên của trang Nam Trì (nay là làng Nam Trì xã Đặng Lễ huyện Ân Thi tỉnh Hưng Yên, dân gian gọi là Lễ hội Bảo, Lang, Biền. Bảo, Lang, Biền là ba vị Thượng đẳng Phúc thần Dực bảo trung hưng Bản cảnh Thành hoàng Đại vương thờ tại đền Nam Trì.
Lễ hội chính được tổ chức vào tháng 3 âm lịch hàng năm.

## Đền thờ, lăng mộ

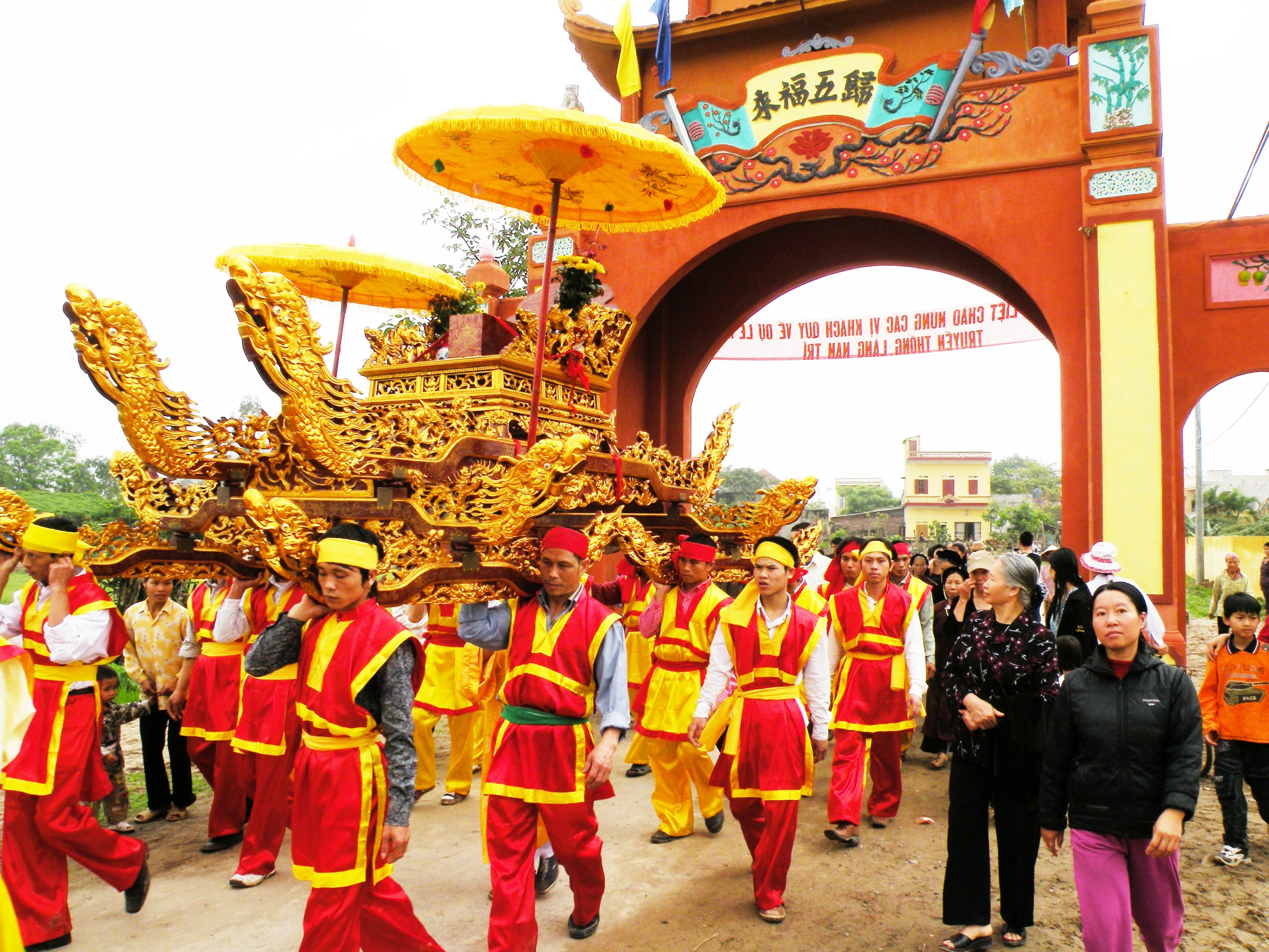
Lễ hội Nam Trì (lễ hội Bảo, Lang, Biền) ở thôn Nam Trì xã Đặng Lễ huyện Ân Thi Hưng Yên

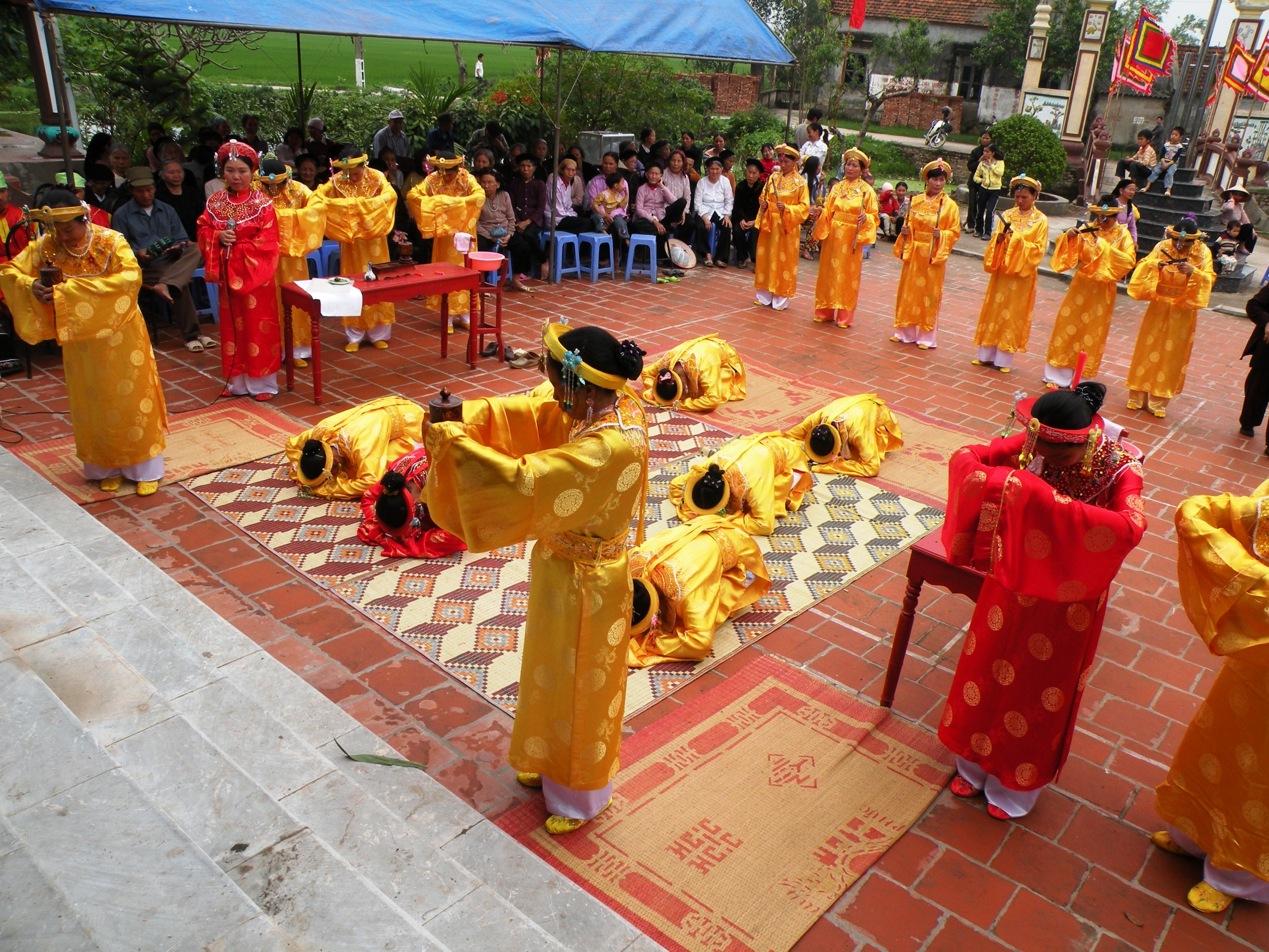
Lễ hội Nam Trì (lễ hội Bảo, Lang, Biền) ở thôn Nam Trì xã Đặng Lễ huyện Ân Thi Hưng Yên